# Eric Hamber
Pour les articles homonymes, voir Hamber.
Eric Hamber, né le 21 avril 1879 à Winnipeg et mort le 10 janvier 1960 à Vancouver, est un homme politique canadien.
Il sert comme lieutenant-gouverneur de la province de Colombie-Britannique de 1936 à 1941.